# 拉金格塔
拉金格塔（西班牙語：La Guingueta）是西班牙加泰罗尼亚莱里达省的一个市镇。 总面积109平方公里，总人口316人（2001年），人口密度3人/平方公里。